# پائولو فرناندز
پائولو فرناندز (انگلیسی: Paolo Fernandes؛ زادهٔ ۱۹ اوت ۱۹۹۸) بازیکن فوتبال اهل اسپانیا است.
از باشگاه‌هایی که در آن بازی کرده‌است می‌توان به باشگاه فوتبال رئال ساراگوسا اشاره کرد.